# Álava
Álava (dos denominaciones oficiales: en castellano, Álava; en euskera: Araba) es un territorio histórico español y una de las tres provincias que forman la comunidad autónoma del País Vasco. Su capital y ciudad más poblada es Vitoria, que es también sede de las instituciones de la comunidad autónoma. Tiene una superficie de 3037 km² (según el INE), siendo la más extensa de las tres provincias vascas. En 2024 contaba con una población de 338 594 habitantes (INE), ocupando el puesto 37 entre las provincias españolas y el último lugar entre las de la comunidad autónoma. Su diputación es una de las diputaciones provinciales con régimen foral; que tiene mayores competencias e instituciones políticas diferenciadas del resto de diputaciones. Es un territorio aforado.

## Toponimia
Desde una visión histórica y documentada, el primer escrito que hace referencia al topónimo actual de Álava lo encontramos en las fuentes musulmanas del siglo VIII, concretamente en el año 792, donde aparece con el topónimo árabe Al-ba ( ألبة, Álava). Los musulmanes, además, utilizaban el término dār al-ḥarb, tierra de la guerra, para hacer referencia a los territorios del norte peninsular que no se regían bajo la Ley Islámica, es decir, tierra susceptible de ser ocupada y fiscalizada.
Desde el prisma del nacionalismo vasco se ofrece otra solución para este topónimo. En opinión del fallecido lingüista alavés Henrike Knörr, su nombre en euskera procede de alaba, derivado de lau, 'llanura', más el artículo. 
En euskera también ha sido utilizada la forma Araba-herria o Alaba-herria (forma utilizada por Axular), aunque de acuerdo con la legislación autonómica del País Vasco, la denominación oficial de Álava, como territorio histórico, es bilingüe:
- Araba es la denominación oficial en euskera.
- Álava es la denominación oficial en castellano.

En junio de 2011, el acuerdo presupuestario alcanzado entre el PSOE y el PNV en el Congreso de los Diputados incluyó el cambio de denominación oficial de la provincia, mediante el cual, la denominación oficial sería la de Araba/Álava.

## Historia

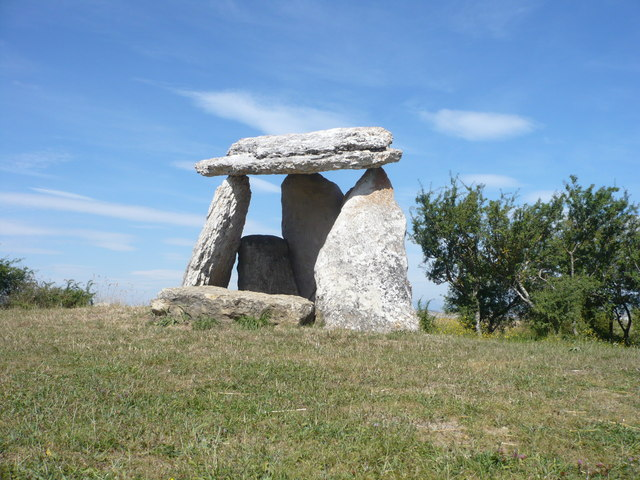
Dolmen neolítico de Sorginetxe

Álava fue habitada en la época prerromana por autrigones, caristios, várdulos y berones. A la época romana se adscriben los importantes yacimientos encontrados, tanto en la parte más septentrional (Aloria), como en la central (Iruña-Veleia, Arcaya, San Román) —por la que transita la calzada Ab Asturica Burdigalam (de Astorga a Burdeos)— y en la meridional (Campezo). 
En el siglo VIII el territorio alavés se encuentra de forma intermitente formando parte del Reino de Asturias. Se trata de una zona poco poblada, pero con un elevado interés estratégico tanto para cristianos como para musulmanes. En el año 756 el emir Abd al-Rahman I ataca y termina por someter al territorio de Álava. Entre los años 767 y 883 “los alaveses se convierten en dimmíes o súbditos no musulmanes de Córdoba”, estatuto que les permite conservar instituciones, bienes y religión, hasta que finalmente son sometidos, esta vez, por el monarca astur-leonés Alfonso III.
Durante este periodo, en el año 866 el rey Alfonso III crea el Condado de Álava con el propósito de contar con una autoridad local que hiciera frente a la posición de clara vulnerabilidad militar que tenía el territorio alavés respecto a los musulmanes.

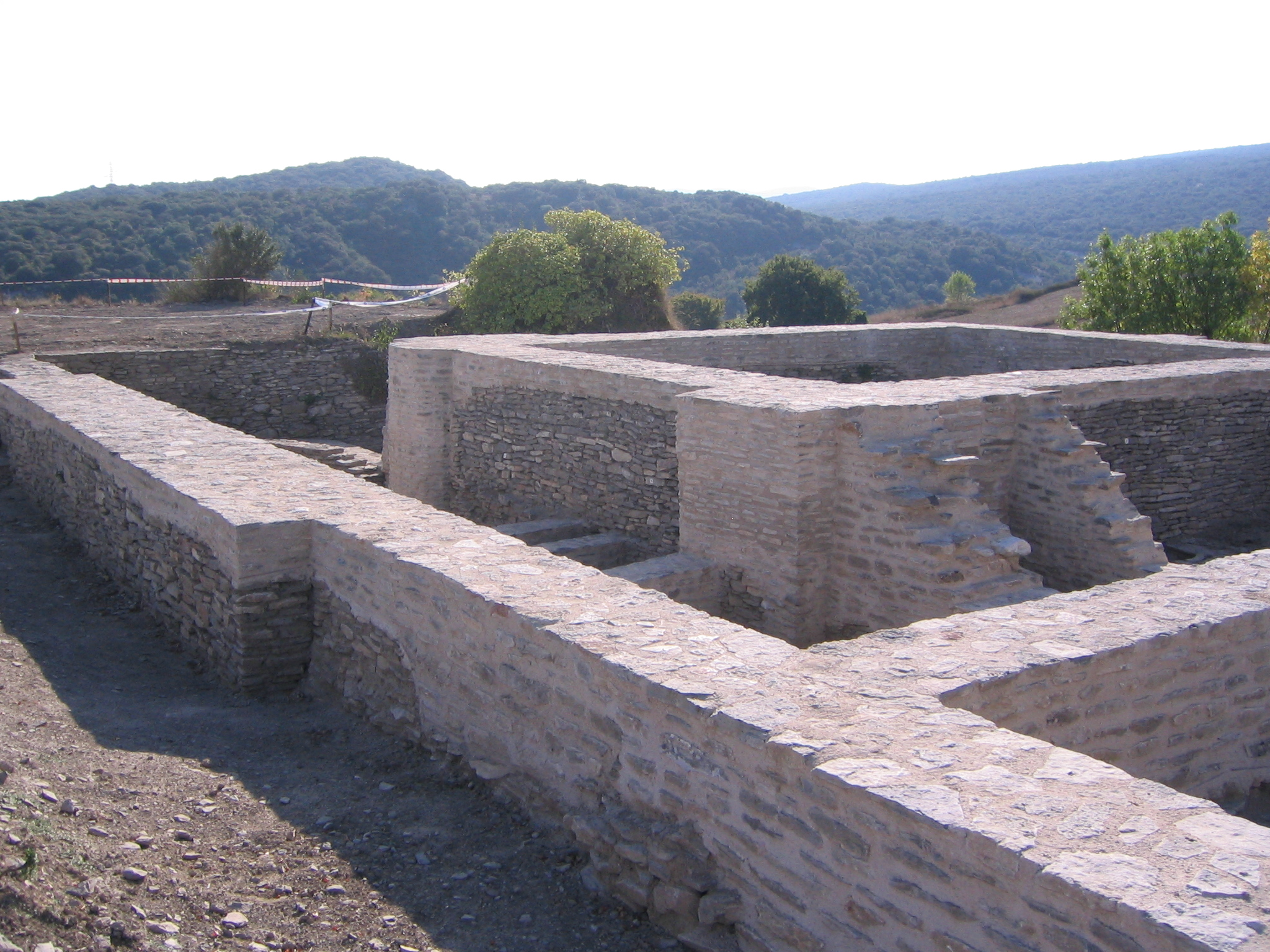
Restos de un edificio romano en Iruña-Veleia

### Razias musulmanas
Los ataques musulmanes contra Álava fueron muy numerosos, siendo quizá la región que más razzias sufrió en toda la península.

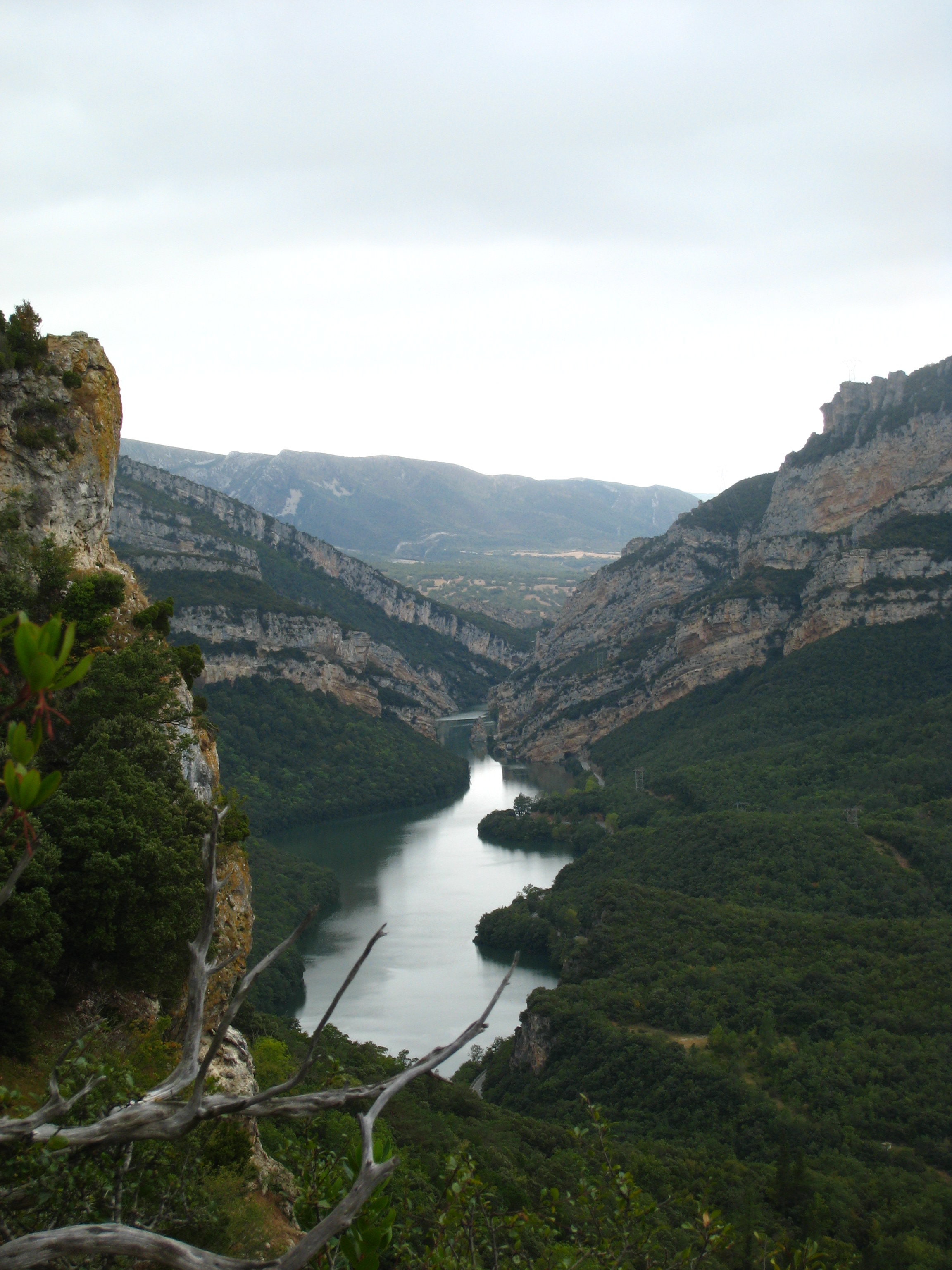
Desfiladero de Sobrón, donde se encontraba la principal fortificación en el Condado de Lantarón

En el año 767, con Abderramán I, según las crónicas árabes, hubo una expedición contra Álava mandada por Bedr, partiendo, como la mayoría, de La Rioja, y entraron por Pancorbo y la llanada de Miranda. En el año 791, con Hixem I, el ejército musulmán a las órdenes del general Ubayd Allah ben Uthmán. En el año 792, recién subido al trono Alfonso II de Asturias, esta vez los musulmanes al mando del general Abd al-Málik ben Mugith, saquean toda la Llanada. El año 794, los musulmanes atacan dirigidos por Abd al-Karim, pero después caen derrotados por Alfonso II en Lutos, en tierras asturianas. En 796, se da otro ataque, organizado por el fallecido Hixem I.
En 801, dirigidos por el príncipe Moawia, hermano del emir, atacando Al-ba ( ألبة, Álava) y al-
Qilāˁ (القلاع،, los castillos), pero el ejército musulmán cae derrotado en un desfiladero cerca de Miranda, en una emboscada preparada por los alaveses; es la batalla de La Puebla de Arganzón. En 803 reciben Álava y los castillos otro ataque del ejército dirigido por uno de los hermanos Ben Mugith; se tienen pocas fuentes de este ataque y puede que fuera un fracaso, en el Wadi-Aroun, muy posible el río Orón.
Tras unos años de calma, tras morir Alhakén I, llega al poder Abderramán II, que ejecuta el ataque más violento registrado en Álava, según fuentes árabes, que indican que entran por una garganta llamada Guerniq, detrás de la cual había una llanura donde tenía el enemigo sus almacenes y provisiones. Cayeron las tropas árabes sobre aquellos llanos y los tomaron, apoderándose de todas las provisiones. Todos aquellos lugares los encontraron desiertos por la huida de sus habitantes. La incursión la realizó en el verano de 822. 'Abd al-Karim invade las tierras de Álava, saqueándolas. Tras recibir promesa de sumisión por parte de castellanos y alaveses, 'Abd al-Karim volvió a Córdoba llevando en garantía numerosos rehenes. Esta terrible expedición afectó casi únicamente a la región de Álava.
Otra expedición contra Álava es relatada por el historiador árabe Ibn Hayyan. Cuenta que en el año 825 una tropa cordobesa dirigida por Ubayd Allah, con la colaboración de los vascones de Pamplona, aliados entonces del emir, penetraron en el mes de agosto en la llanada alavesa llegando hasta el «monte de los Madchus o adoradores del fuego», donde tras duros combates destrozaron a las fuerzas cristianas. Esas montañas que les cerraron el paso bien pudieron ser las montañas que van desde el Gorbea hasta el macizo de Aitzgorri. En el año 838, dirigido por el príncipe Saíd, y en 839 por Musa ibn Musa. La última razzia contra Álava durante el reinado de Alfonso II fue en el verano del 842, año del fallecimiento de este rey astur.
Durante el reinado de Ordoño I de Asturias, hacia el año 854, pudo haber otra razzia contra Álava, pero no se tienen muchos detalles de ella. En el año 863, en el que un ejército dirigido por el general Abd al-Málik ibn al-Abbás invadió, arrasó y pasó a cuchillo la zona alavesa. En el año 867 el príncipe Al-Hakkam atacará de nuevo, ocupando el castillo de Guerniq (o Yarniq), el mismo de la campaña del 823. Se discute la ubicación real del castillo, si en la zona del actual puerto de Azáceta o en una zona entre Etxabarri-Ibiña y Miñano Mayor, llamada Guernika. En el año 882 el ejército cordobés cae sobre Álava partiendo desde La Rioja. Intentaron entrar los musulmanes por Castro Cellorigo pero fueron rechazados por el conde Vela Jiménez, segundo conde de Álava; poco después lo intentaron por Pancorbo y fracasaron igualmente. En 883, se repite el resultado del año anterior, con los mismos contendientes. Es el último año de las razzias cíclicas. Álava se libra de las constantes razzias, salvo la de Almanzor del año 1000, al descender la frontera con las reconquistas y repoblaciones, en época del rey Alfonso III de Asturias.

### Edad Media

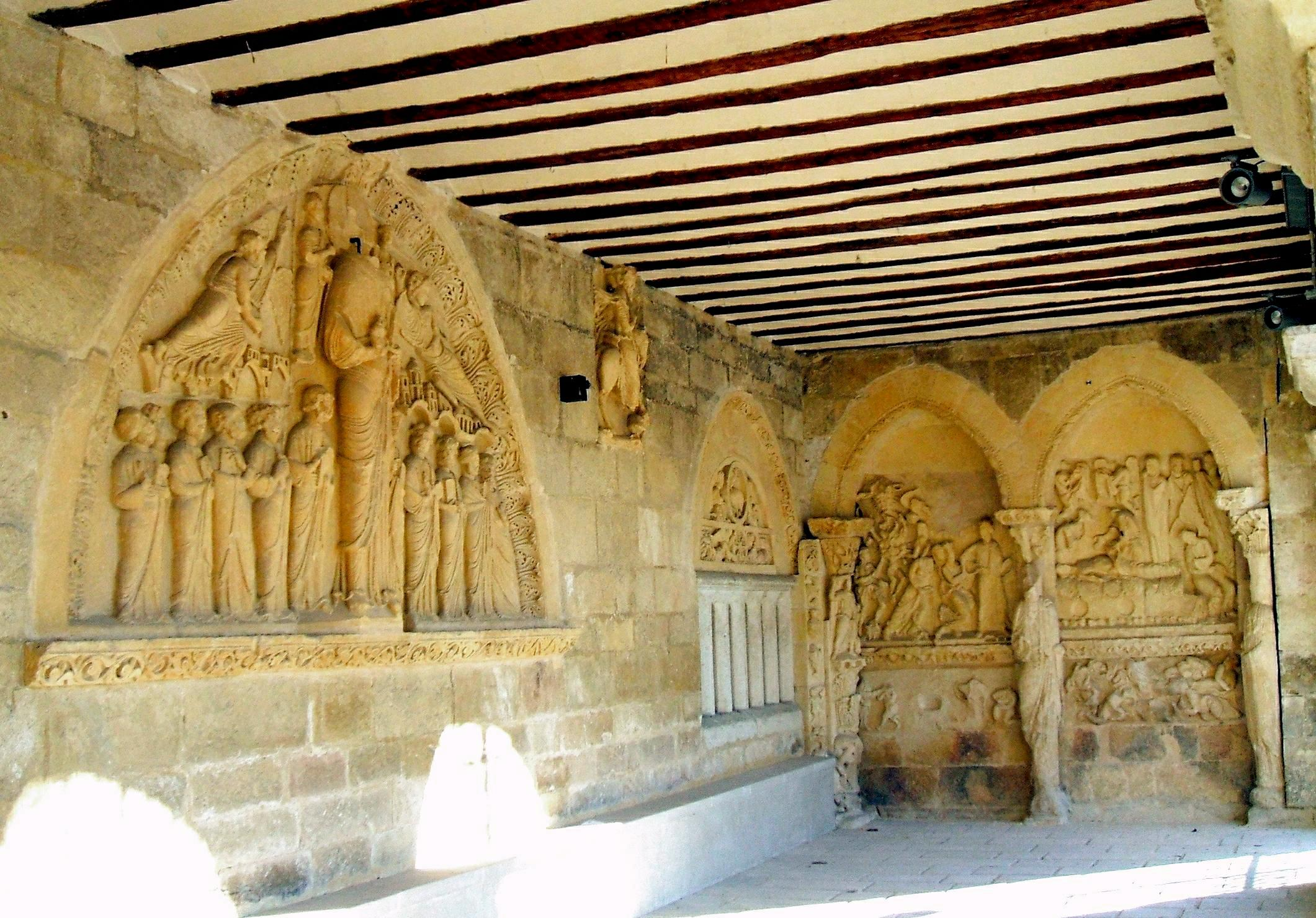
Relieves románicos en el pórtico de la basílica de San Prudencio de Armentia en Vitoria, uno de los patrones de Álava

Álava en la primera división provincial de España en 1822

En el siglo VIII el territorio alavés ya se encontraba en la órbita del reino astur desde el reinado de Fruela I de Asturias, pero sería en el siglo IX cuando la monarquía astur organizó Álava bajo la forma política de condado, la cual no desaparecería hasta fines del siglo XII cuando Sancho VI de Navarra desplegó iniciativas para introducir en el territorio alavés nuevas formas de organización jurídica y política otorgando fueros a poblaciones como Vitoria.
Entre los siglos IX y XI el territorio que hoy cubre Álava formó parte del Condado de Castilla, que pertenecía al reino leonés hasta el año (en 932 d. C., en la que Castilla se independizó para formar más tarde el Reino de Castilla (hacia 1065). Álava se unió brevemente a Castilla cuando, aprovechando los problemas sucesorios, un noble local llamado Eglyón o Elyón se subleva para sacar provecho de la situación. Rodrigo de Castilla, el primer conde de Castilla fue el encargado de sofocar la rebelión que pareció acabarse (867 u 868) sin ni siquiera sacar la espada. Este pudo ser el motivo por el cual a partir de ese momento el conde Rodrigo va a extender sus dominios también sobre Álava. Aunque su nombre sigue sin aparecer en los documentos firmados en los dominios del obispado de Valpuesta, sí aparece en un documento de donación de Obarenes (870) y en una carta del monasterio alavés de San Millán de Salcedo (18 de abril de 873), en el valle de Cuartango junto con el señor Sarracín Muñoz, que pudiera ser el lugarteniente de Rodrigo en tierras alavesas.
Fernán González, a finales del siglo X se convierte en conde de Castilla, Burgos, Álava, Lantarón y Cerezo (c. 931-944) unificando los territorios y logrando la autonomía del Condado de Castilla existiendo también al oeste del actual territorio alavés el condado de Lantarón. Durante la mayor parte del siglo XII el condado de Álava estará vinculado al Reino de Navarra, pero el año 1199 el rey Sancho VII de Navarra pierde Vitoria y la mayor parte de Álava en favor del rey castellano Alfonso VIII de Castilla. En el contexto de la guerra entre Castilla y Navarra la Cofradía de Arriaga acabaría por «entregarse voluntariamente» a Castilla. La Rioja Alavesa, nucleada en torno a la villa de Laguardia, continuaría formando parte del Reino de Navarra hasta finales del siglo XV, momento en que, en el marco de la Guerra Civil de Navarra, Castilla conquistó el territorio de la Sonsierra de Navarra pasando a integrarse prácticamente en su totalidad en Álava. 

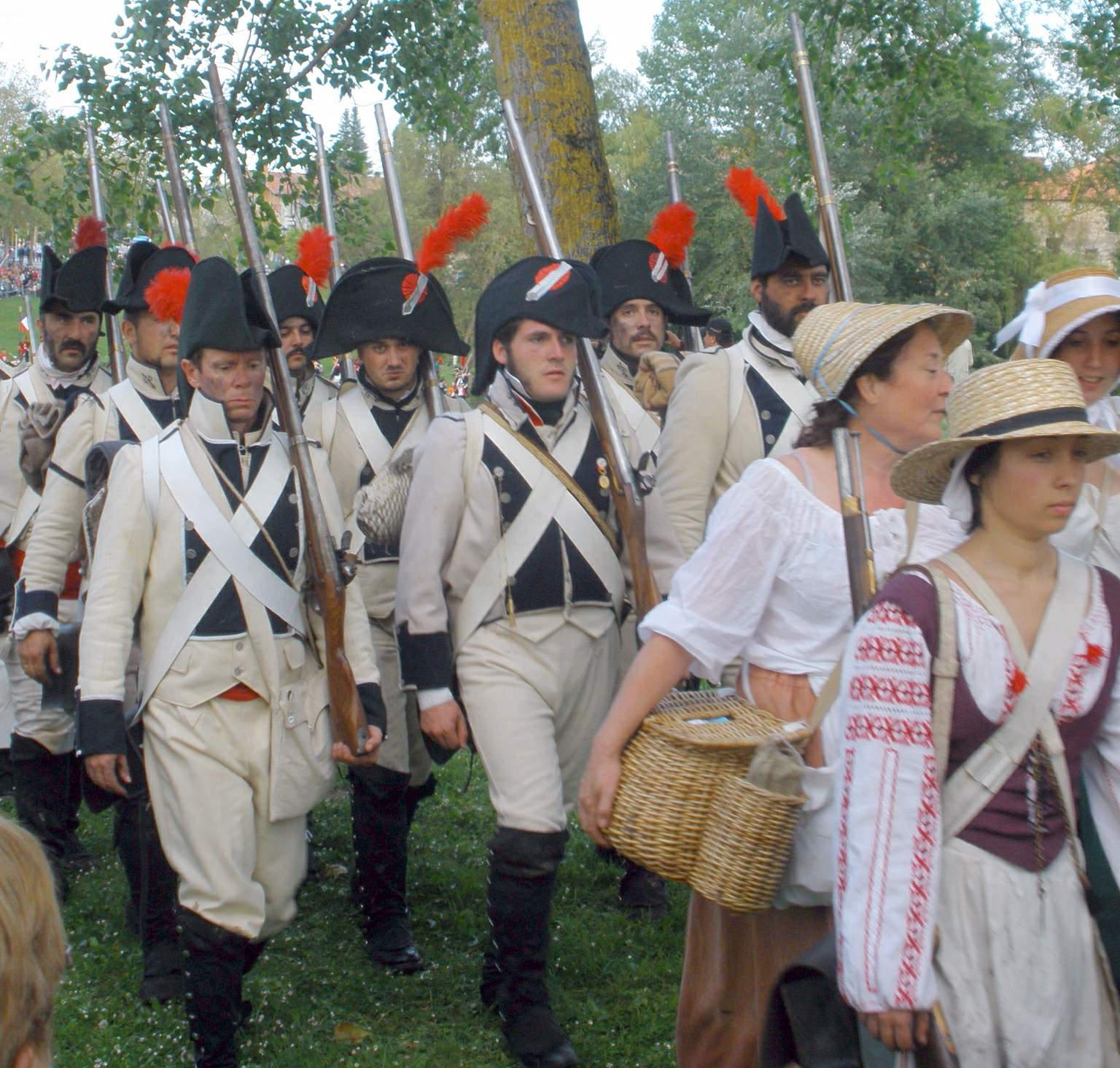
Recreación de la batalla de Vitoria durante la guerra de la Independencia española contra Napoleón

Los precedentes de la provincia de Álava se dieron a través de dos hermandades promovidas por Vitoria dentro de la Corona de Castilla. En 1296 la Hermandad de Haro, Vitoria la promueve junto a las actuales Cuadrilla de Añana, Cuadrilla de Campezo-Montaña Alavesa, Cuadrilla de Laguardia-Rioja Alavesa, Cuadrilla de Salvatierra, enclave de Treviño, Miranda de Ebro y las comarcas de Rioja Alta y Rioja Media. No así Zuya ni Ayala. La Hermandad de Álava se fundó el 4 de octubre de 1463 en Rivabellosa (Álava). En ella quedaron integradas las villas de Vitoria, Miranda de Ebro, Salvatierra, Pancorbo y Sajazarra; 26 hermandades locales y 2 juntas, la de San Millán y Arana.

### Edad Contemporánea
La provincia es conocida por la batalla de Vitoria, dentro de la guerra de la Independencia española, contra la invasión francesa del país comandada por Napoleón Bonaparte. Tras la restauración de la monarquía borbónica en España, se empiezan a dar los enfrentamientos entre liberales y carlistas, dando lugar a las guerras carlistas. Durante este siglo XIX hubo dos liberales alaveses que llegaron a presidir el Gobierno de España, Salustiano Olózaga y Miguel Ricardo de Álava.

## Geografía
El pequeño enclave burgalés de Treviño se encuentra al sur del territorio alavés.

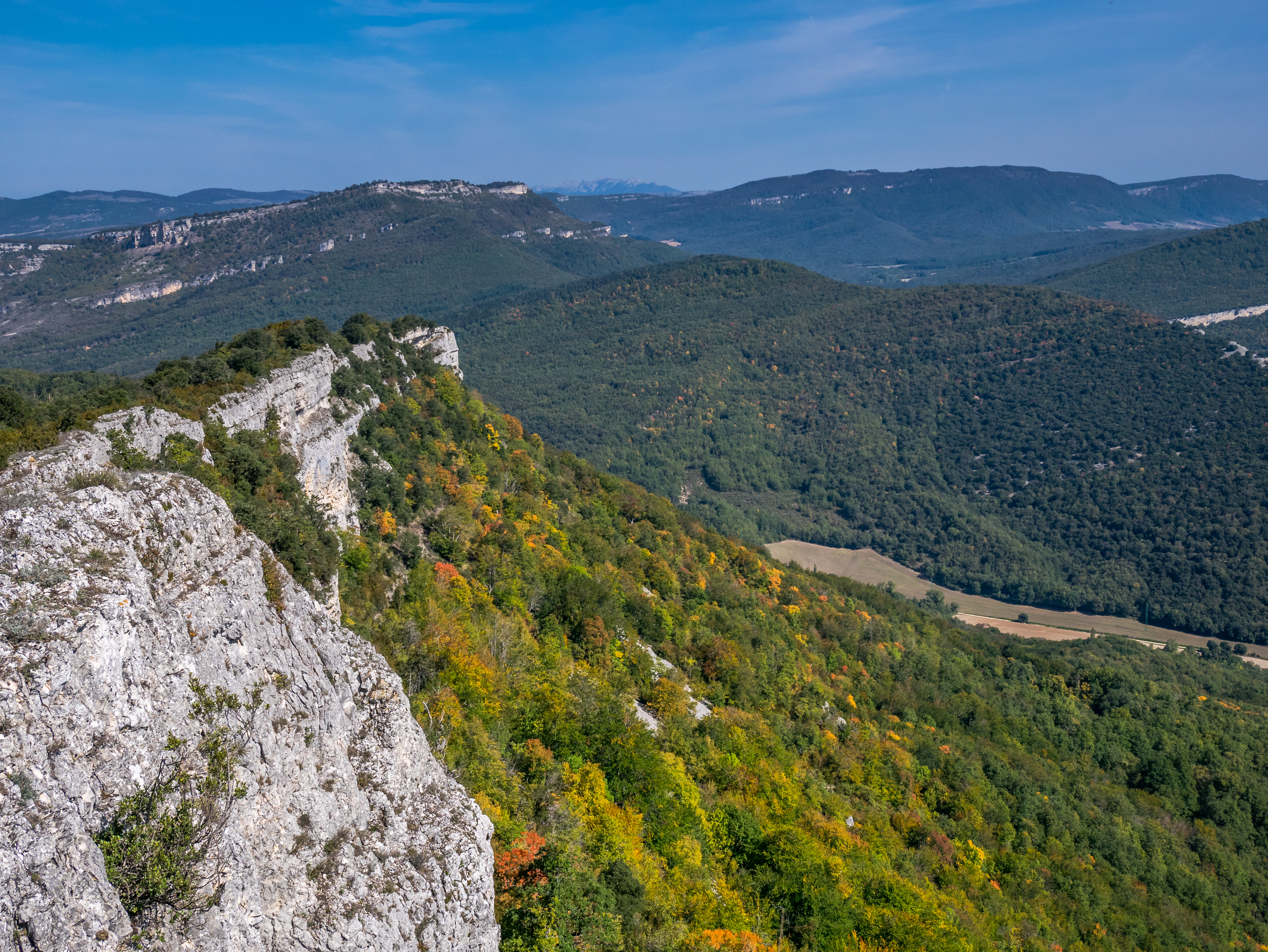
Parque natural de Izki

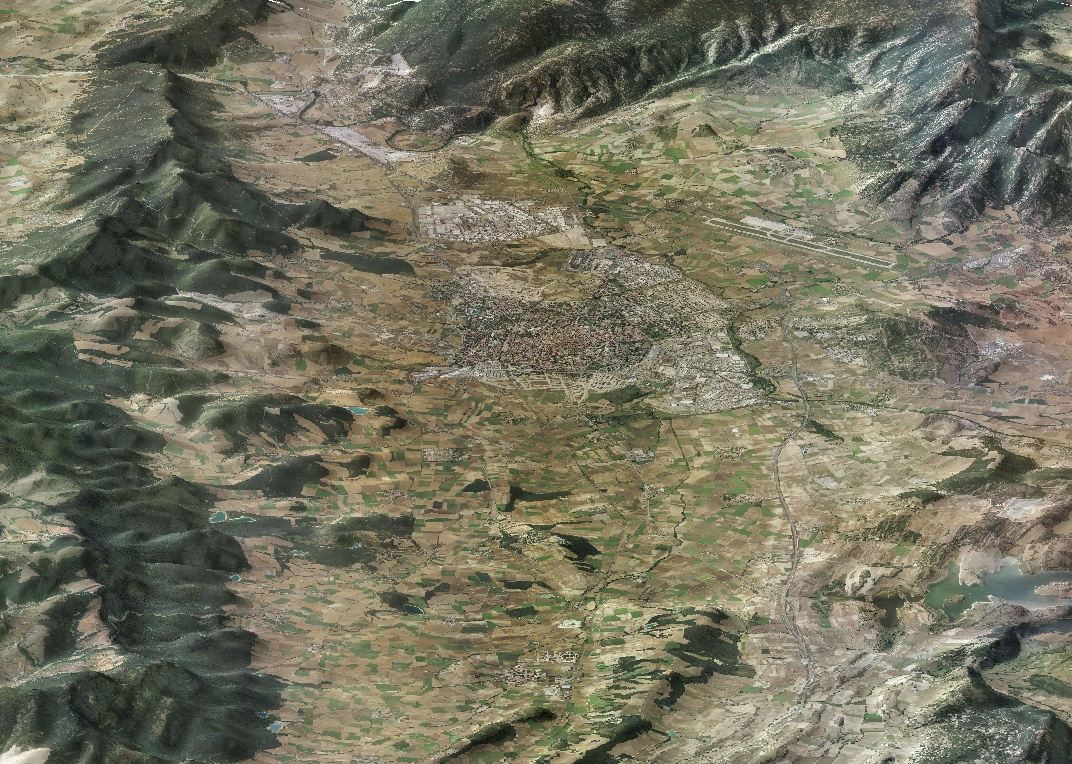
Foto aérea vista desde el este de la zona central de la provincia, con Vitoria en el centro, el Aeropuerto de Vitoria en la parte superior derecha y la localidad de Alegría de Álava en la parte inferior central

Las cumbres principales de Álava son el Gorbea, con 1482 m s. n. m. (cumbre compartida con Vizcaya); el Aratz, con 1443 m s. n. m.; el Palomares, con 1436 m s. n. m. y la sierra de Toloño, con 1271 m s. n. m. Los ríos principales que discurren de forma total o parcial por Álava son el Zadorra, el Bayas, el Nervión, el Ayuda, el Omecillo, el Ega, el Ebro y el Inglares.

## Gobierno y administración
Álava, como el resto de provincias que constituyen el País Vasco, es un territorio histórico que cuenta como instituciones forales propias a la Diputación Foral de Álava y a las Juntas Generales de Álava.
La Diputación es el órgano de gobierno y administración provincial que, por un lado, desempeña las funciones que en el resto de provincias españolas ejercen las diputaciones provinciales y que, por otro, es depositaria también de competencias específicas (carreteras, servicios sociales, miñones, etc.) derivadas de los derechos históricos reconocidos a Álava y a los demás territorios forales. Entre estas competencias forales, adquiere especial relevancia la administración del sistema fiscal propio que, en su actual forma, data de 1876 cuando el gobierno central abolió el sistema foral de las provincias vascas, pero poniendo en marcha casi al mismo tiempo el sistema de concierto económico por el que la Diputación recauda los tributos de los alaveses efectuando después una aportación al Estado y al País Vasco para contribuir a los gastos comunes del gobierno nacional y del de la comunidad autónoma. La Diputación, en tanto que órgano colegiado con poderes ejecutivos, está dirigida por el Diputado General, cargo actualmente desempeñado por Ramiro González Vicente (PNV).
Las Juntas Generales de Álava son la institución que tiene atribuido el poder normativo de primer orden en Álava a través de la aprobación de «normas forales». Están compuestas por 51 representantes llamados procuradores o junteros, que son elegidos en las elecciones forales celebradas de manera simultánea a las elecciones municipales en España. Funcionan como un verdadero parlamento provincial que elige al Diputado General, aprueba los presupuestos y controla la actividad del ejecutivo foral alavés. En la actualidad el presidente de las Juntas Generales de Álava es la procuradora del PNV Irma Basterra Ugarriza.
| Elecciones a las Juntas Generales 2023 |                                                   |         |
| Partido político                       | Partido político                                  | Escaños |
|                                        | Partido Nacionalista Vasco                        | 15      |
|                                        | EH Bildu                                          | 14      |
|                                        | Partido Socialista de Euskadi - Euskadiko Ezkerra | 9       |
|                                        | Partido Popular del País Vasco                    | 9       |
|                                        | Podemos                                           | 3       |
|                                        | Vox                                               | 1       |

Endeudamiento de la Diputación Foral de Álava
A día 31 de diciembre de 2008 el endeudamiento en el que había incurrido la Diputación Foral de Álava ascendía a 76 millones de euros, según las cifras publicadas por el Ministerio de Economía y Hacienda. Un año después (31 de diciembre de 2009), esta cifra se había incrementado hasta los 180 millones de euros, es decir, más de un 236 % respecto al año anterior. Finalmente, según los últimos datos disponibles (31 de diciembre de 2010), el endeudamiento siguió ascendiendo hasta alcanzar los 338 millones de euros, es decir, más de un 187 % respecto a finales de 2009, y un acumulado del 444 % desde diciembre de 2008. En otras palabras, la deuda en dos años se ha multiplicado por 4,5 veces, alcanzando más de 1000 euros por cada alavés residente. 
Comparativamente, la Diputación Foral de Guipúzcoa, incurre a 31/12/2010 en un endeudamiento de 285 millones de euros, o 403 euros por habitante. Y la Diputación Foral de Vizcaya, incurre a 31/12/2010 en un endeudamiento de 949 millones de euros, o 823 euros por habitante.

### División administrativa

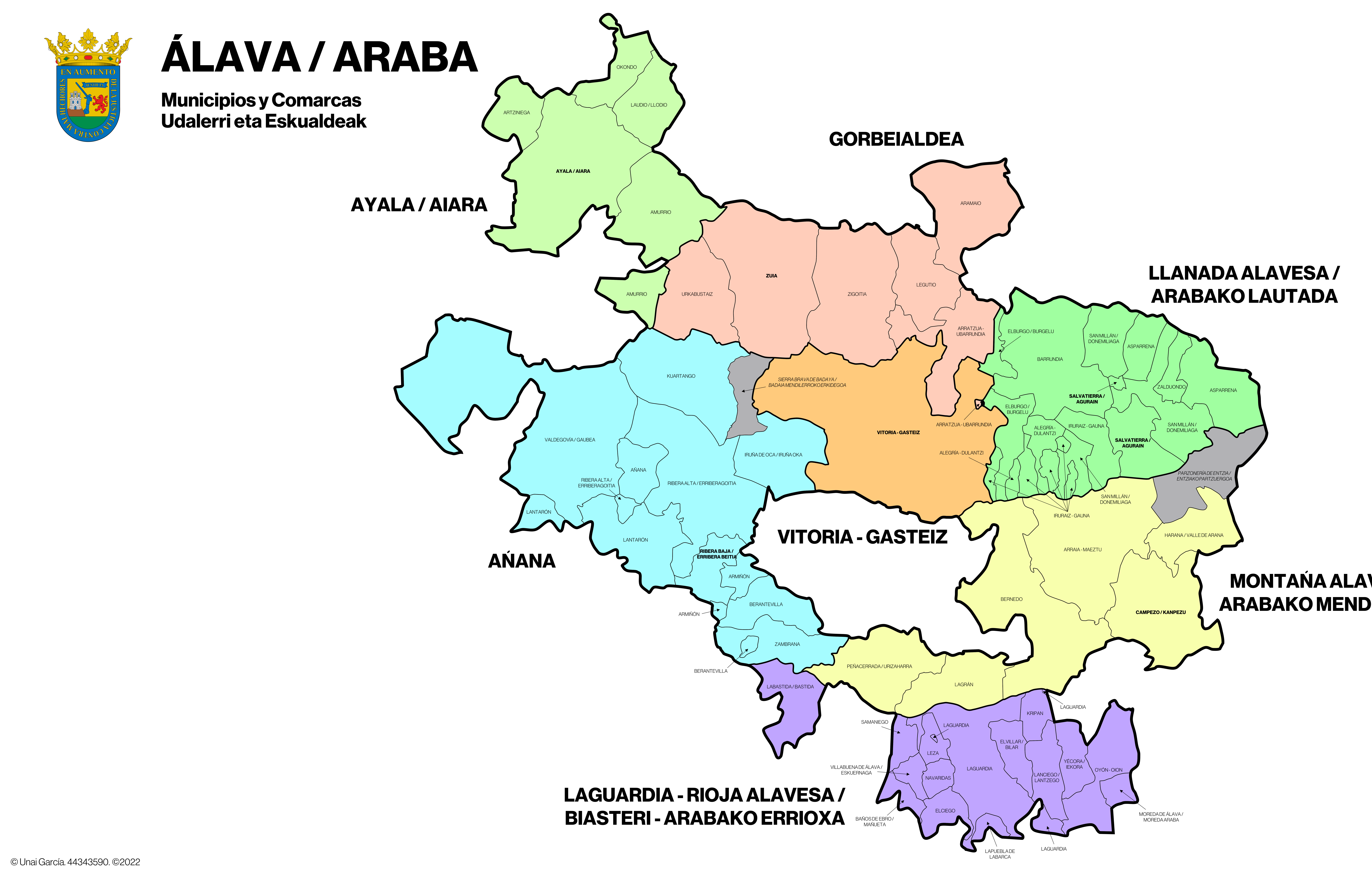
Municipios y comarcas de Álava

El territorio está dividido en siete cuadrillas, conforme recuerda el dicho «Siete Cuadrillas hacen Álava una» (Zazpi talde Araba Bat).
- Cuadrilla de Añana
- Cuadrilla de Ayala
- Cuadrilla de Campezo-Montaña Alavesa
- Cuadrilla de Laguardia-Rioja Alavesa
- Cuadrilla de Salvatierra
- Cuadrilla de Vitoria (coincide con el ayuntamiento de Vitoria)
- Cuadrilla de Gorbeialdea

## Demografía

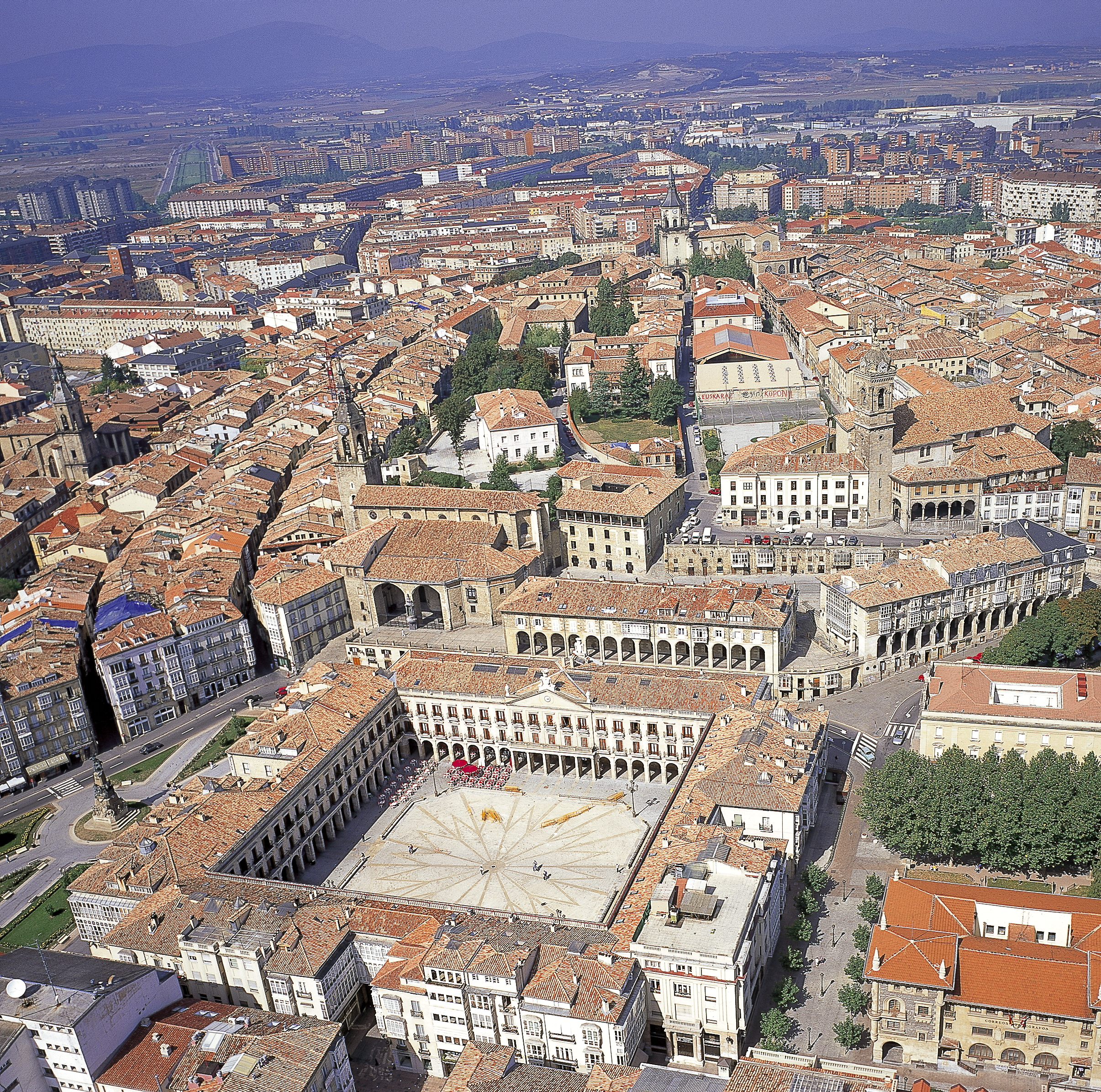
Casco Viejo de Vitoria

La provincia de Álava excluyendo su capital, Vitoria, suma 80 000 habitantes, cerca de 340 000 incluyendo la capital. Se da una marcada macrocefalia ya que más del 75 % de la población total de la provincia reside en la ciudad de Vitoria. La macrocefalia alavesa es el resultado de la escasez de poblaciones de una cierta entidad a excepción del valle de Ayala con ciudades como Llodio y Amurrio ambas con más de 10 000 habitantes.
En la zona central de Álava es donde se concentra la mayor parte de la población por la ubicación de Vitoria en esa parte de la provincia rodeada de poblaciones con cierta importancia con las que se alcanzan los 280 000 habitantes. Municipios como Zuya, Cigoitia, Villarreal de Álava y Arrazua-Ubarrundia limitando al norte con la capital y las localidades de Salvatierra, Alegría de Álava e Iruña de Oca en el eje del ferrocarril Madrid-Irún que las conecta con el centro de Vitoria son las más importantes de la zona central. Álava es la provincia en que existe un mayor porcentaje de habitantes concentrados en su capital (75,77 %, frente a una media estatal de 31,96 %).
Los veinte municipios más poblados de Álava son los indicados en la siguiente tabla. Datos obtenidos del Instituto Nacional de Estadística en 2024, con denominación oficial del municipio indicada por el INE:
| Posición | Municipio           | Población |
| -------- | ------------------- | --------- |
| 1.ª      | Vitoria             | 257 968   |
| 2.ª      | Llodio              | 17 982    |
| 3.ª      | Amurrio             | 10 330    |
| 4.ª      | Salvatierra         | 5155      |
| 5.ª      | Iruña de Oca        | 3625      |
| 6.ª      | Oyón                | 3414      |
| 7.ª      | Alegría de Álava    | 2971      |
| 8.ª      | Ayala               | 2942      |
| 9.ª      | Zuya                | 2372      |
| 10.ª     | Villarreal de Álava | 2086      |
| 11.ª     | Arceniega           | 1856      |
| 12.ª     | Cigoitia            | 1844      |
| 13.ª     | Aspárrena           | 1611      |
| 14.ª     | Labastida           | 1565      |
| 15.ª     | Laguardia           | 1478      |
| 16.ª     | Urcabustaiz         | 1462      |
| 17.ª     | Ribera Baja         | 1439      |
| 18.ª     | Aramayona           | 1381      |
| 19.ª     | Oquendo             | 1194      |
| 20.ª     | Campezo             | 1085      |

| Gráfica de evolución demográfica de Álava entre 1900 y 2018                              |
|                                                                                          |
| Fuente: Instituto Nacional de Estadística de España - Elaboración gráfica por Wikipedia. |

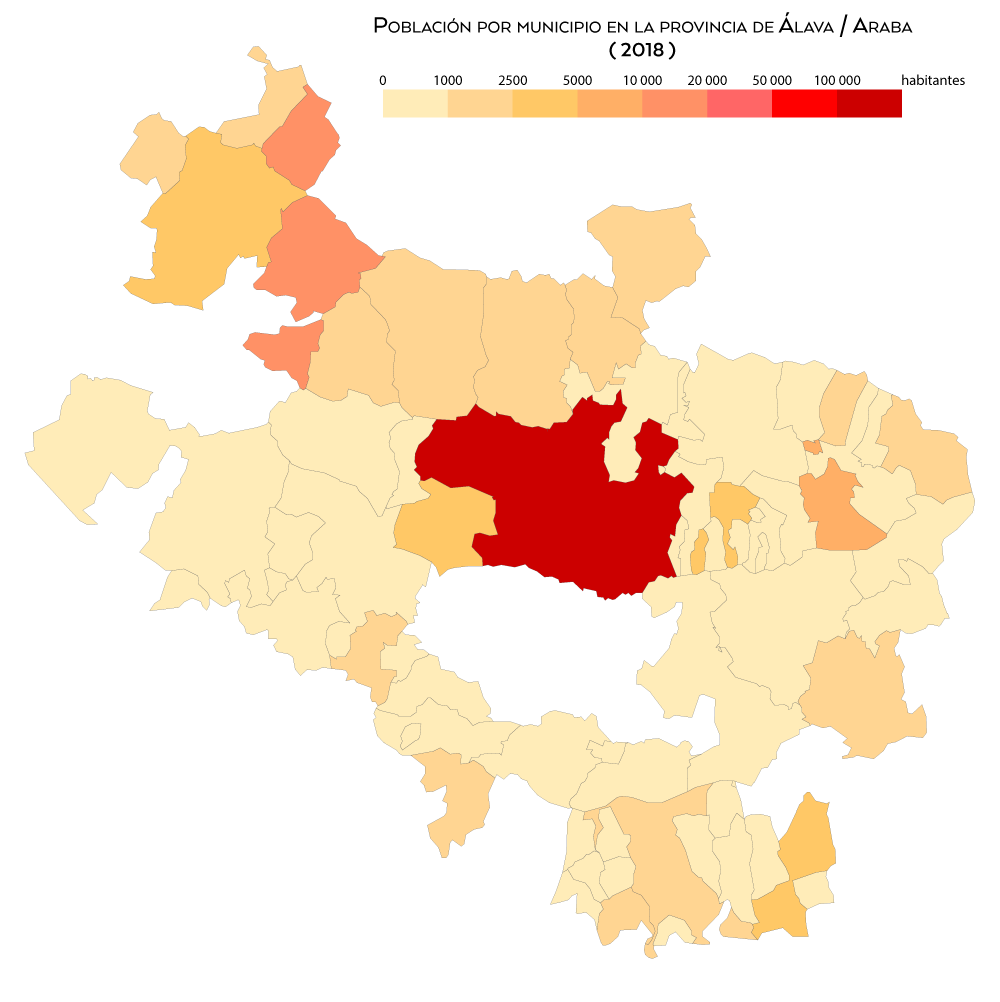
Población por municipio (2018)
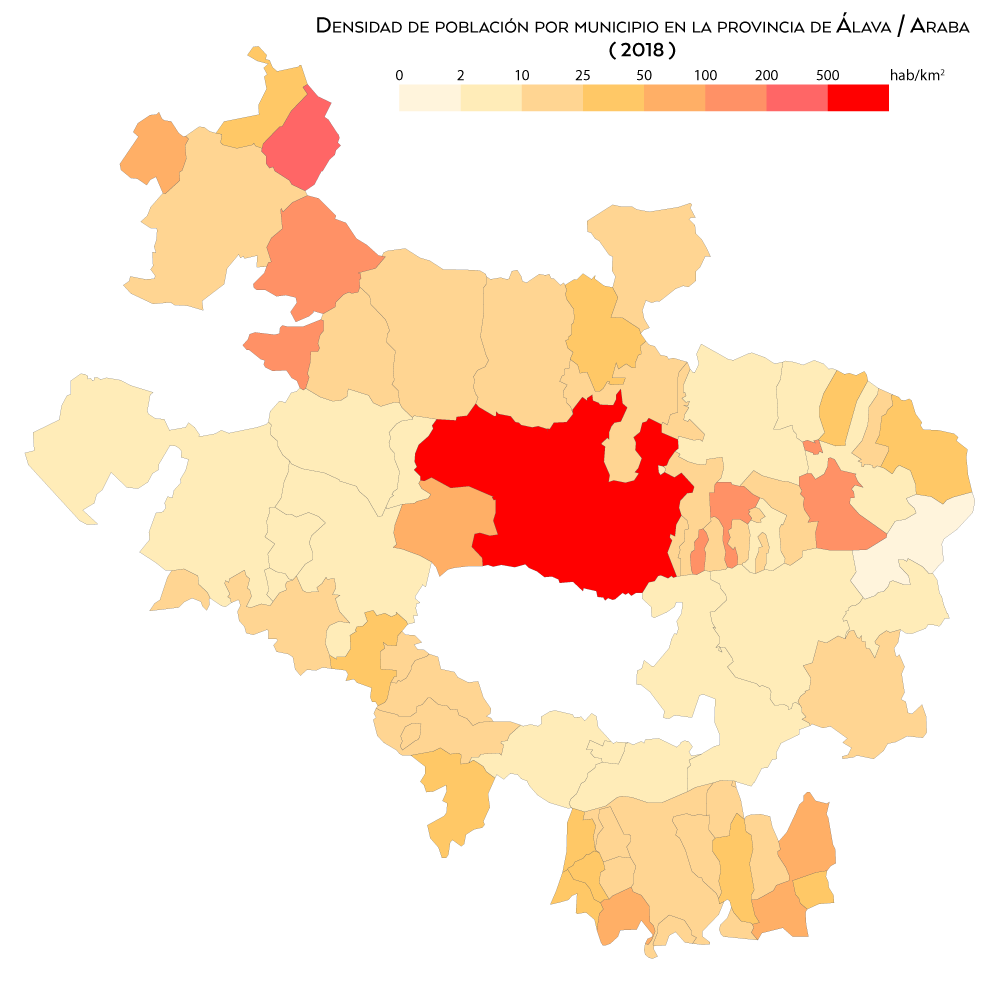
Densidad de población por municipio (2018)
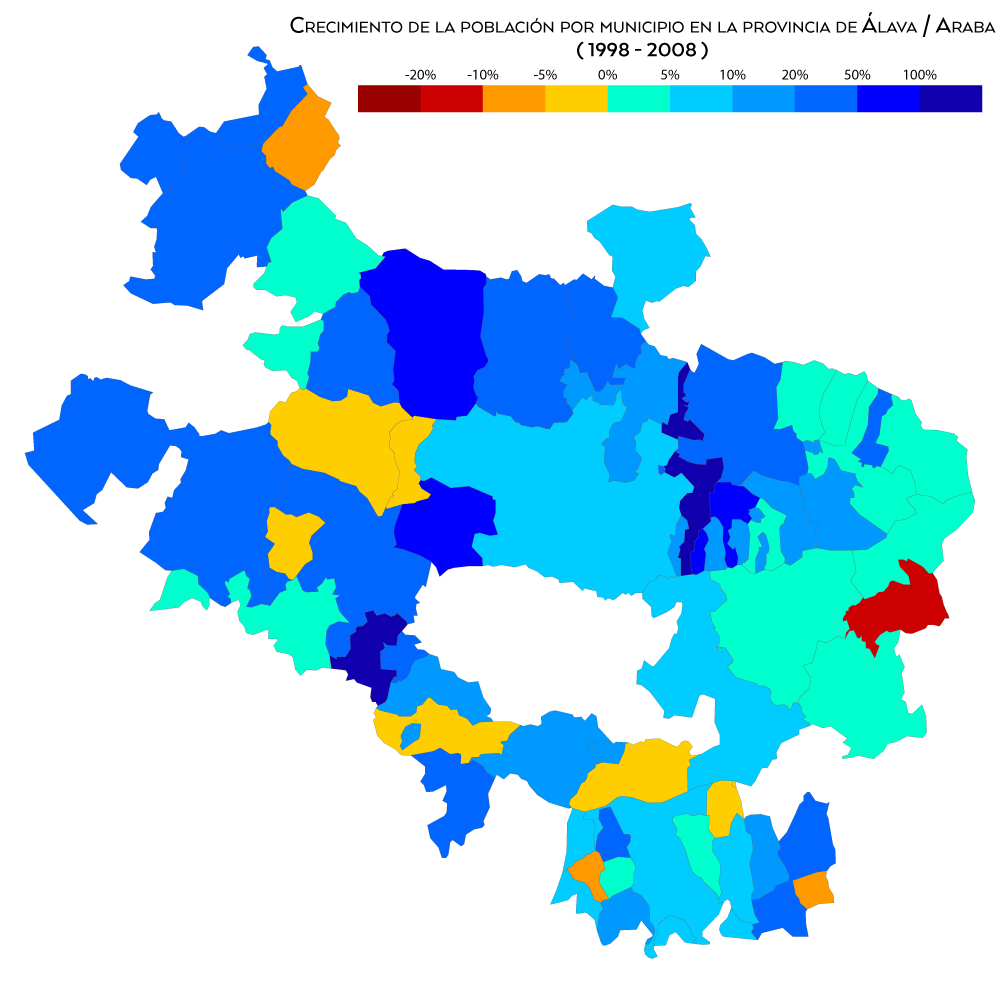
Crecimiento de la población por municipio (1998-2008)
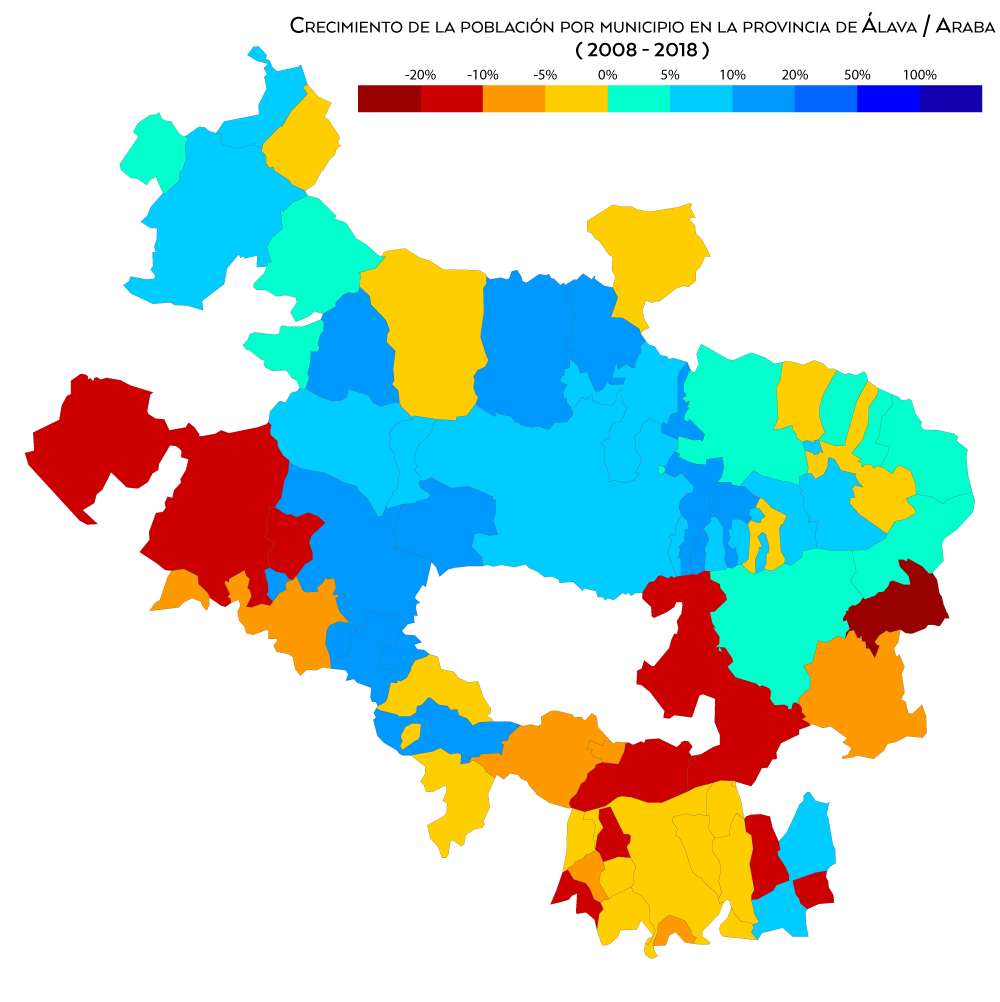
Crecimiento de la población por municipio (2008-2018)

| Gráfica de evolución demográfica de Álava entre 2000 y 2015                              |
|                                                                                          |
| Fuente: Instituto Nacional de Estadística de España - Elaboración gráfica por Wikipedia. |

## Transporte

### Autobús interurbano
Existen varias líneas de autobuses interurbanos que recorren la provincia y zonas limítrofes, las cuales, en su mayoría, tienen como punto de salida la capital, Vitoria. Fueron puestas en marcha en 2015 por la Diputación Foral de Álava a través del Departamento de Infraestructuras Viarias y Movilidad.

### Norte
- Línea 1: Vitoria-Cigoitia
- Línea 2: Vitoria-Aramayona
- Línea 3: Aramayona-Mondragón (Guipúzcoa)

### Este
- Línea 4: Vitoria-Narvaja
- Línea 5: Vitoria-Alegría de Álava-Araya
- Línea 6: Vitoria-Santa Cruz de Campezo-Estella (Navarra)

### Sur
- Línea 7: Vitoria-Ventas de Armentia (Condado de Treviño, Burgos)-Bernedo-Lagrán
- Línea 8: Logroño (La Rioja)-Oyón-Laguardia
- Línea 9: Vitoria-Logroño (La Rioja)
- Línea 10: Logroño (La Rioja)-Haro (La Rioja)
- Línea 11: Logroño (La Rioja)-Villabuena de Álava
- Línea 12: Vitoria-Haro (La Rioja)

### Oeste
- Línea 13: Vitoria-Nanclares de la Oca-Villanueva de Valdegovía-Bóveda
- Línea 14: Vitoria-Murguía-Izarra
- Línea 15: Vitoria-Amurrio-Llodio
- Línea 16: Arceniega-Amurrio-Llodio-Oquendo

Es posible el pago con un descuento usando la tarjeta BAT, que es la misma que se puede utilizar en los autobuses urbanos y el tranvía de Vitoria.

### Cercanías Renfe
Cercanías Álava es una línea de trenes interurbanos que da servicio a Vitoria y a su área funcional, explotado por Renfe bajo la marca Renfe Cercanías. Las estaciones empleadas, sin embargo, pertenecen a Adif. Está compuesta por una sola línea, que une las estaciones de Miranda de Ebro, Manzanos, La Puebla de Arganzón, Nanclares de la Oca, Vitoria, Alegría de Álava,  Salvatierra, Aspárrena y Alsasua empleando la línea ferroviaria Madrid-Irún-Hendaya durante todo su recorrido. La línea fue inaugurada en mayo de 2025 con la presencia de diversas autoridades.

## Cultura

### Fiestas

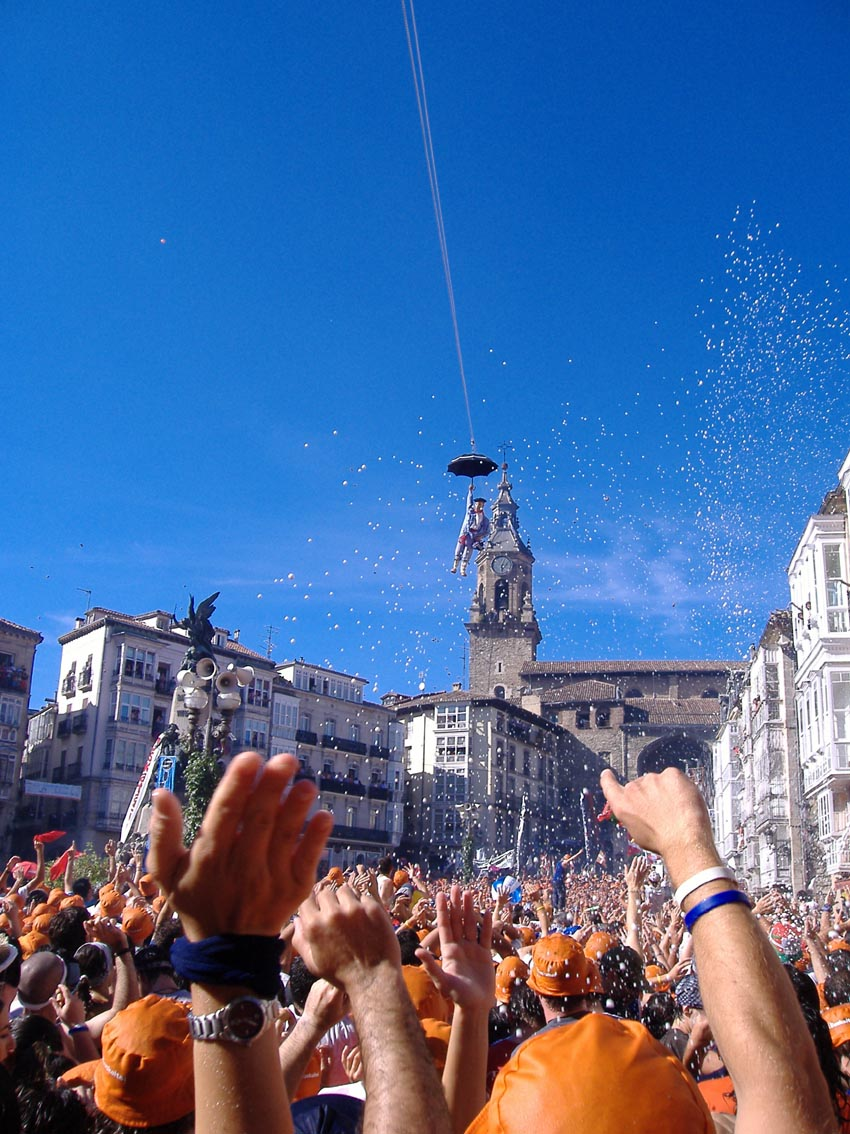
Bajada de Celedón, acto que da comienzo a las Fiestas de La Blanca

Su santo patrón es San Prudencio, festejado anualmente el 28 de abril, y su patrona la Virgen de Estíbaliz, festejándose el segundo domingo de septiembre.

### Monumentos y lugares de interés
Vitoria

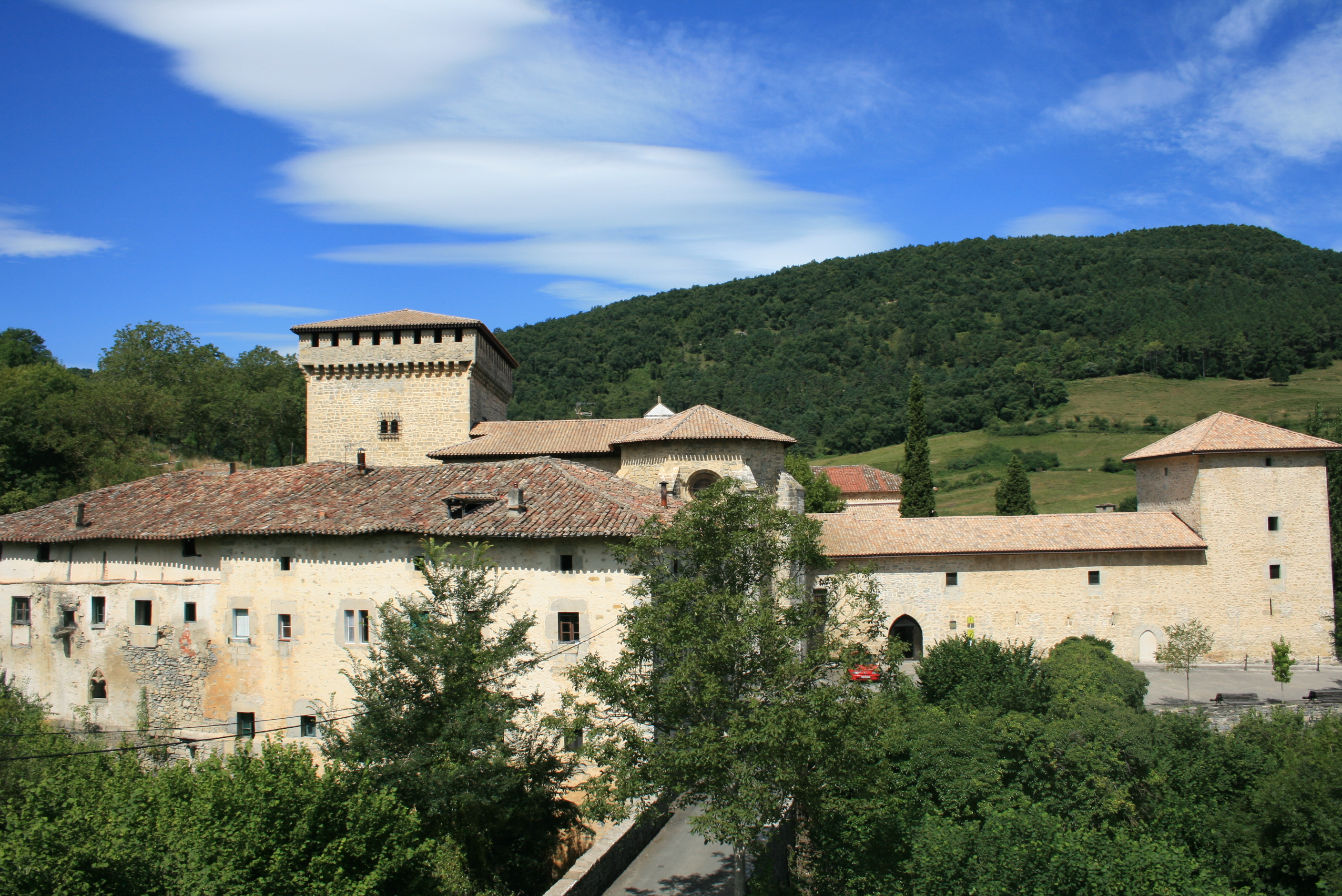
Palacio de Quejana en Ayala

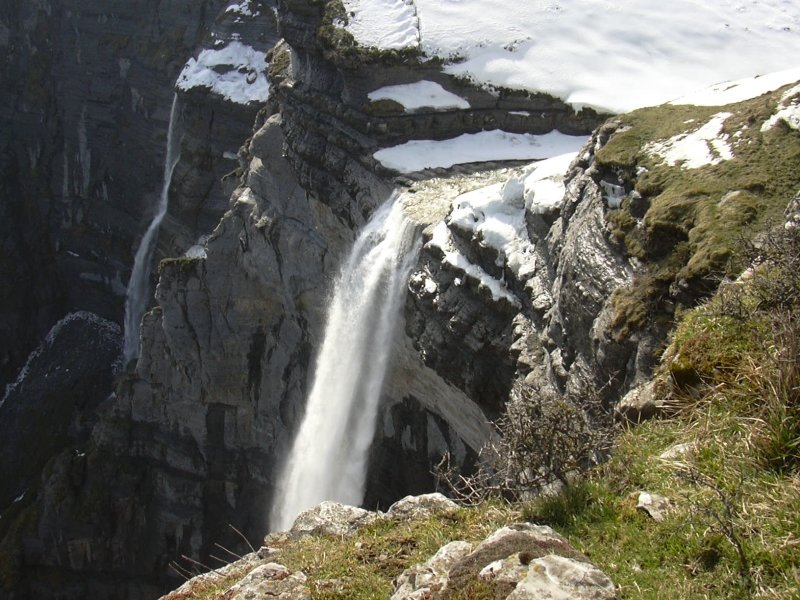
Salto del Nervión

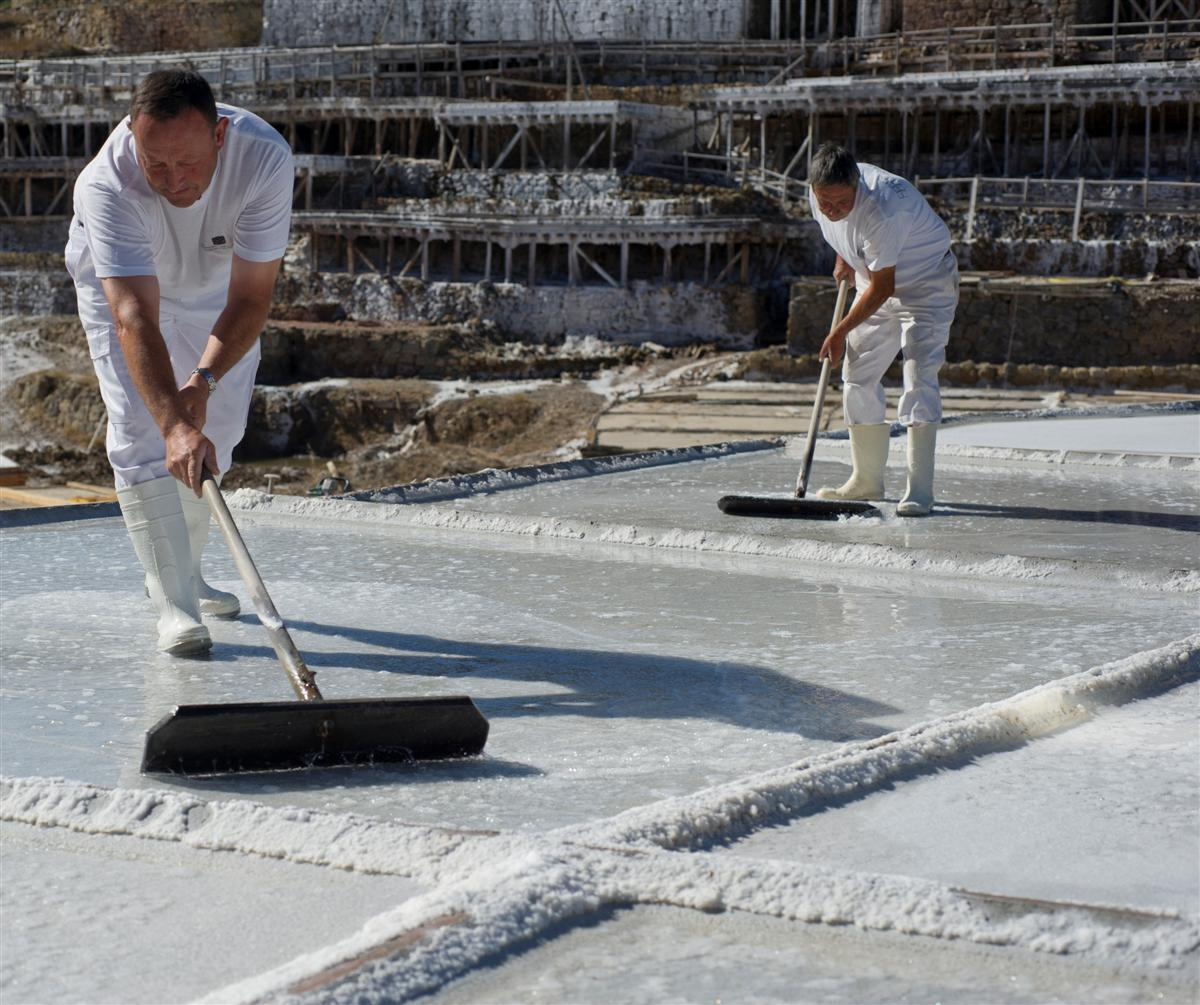
Salinas de Añana

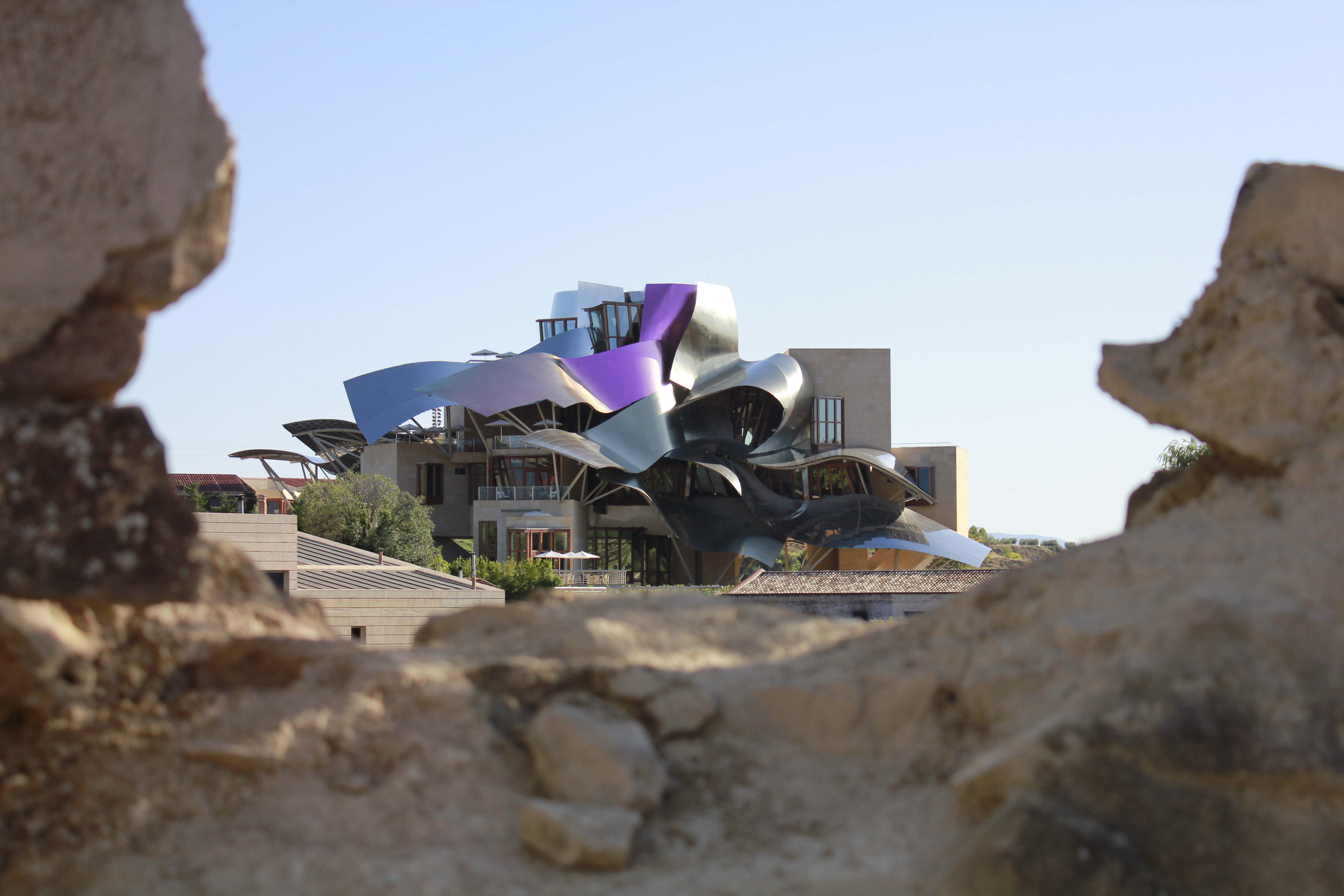
Bodegas y Hotel Marqués del Riscal en Elciego

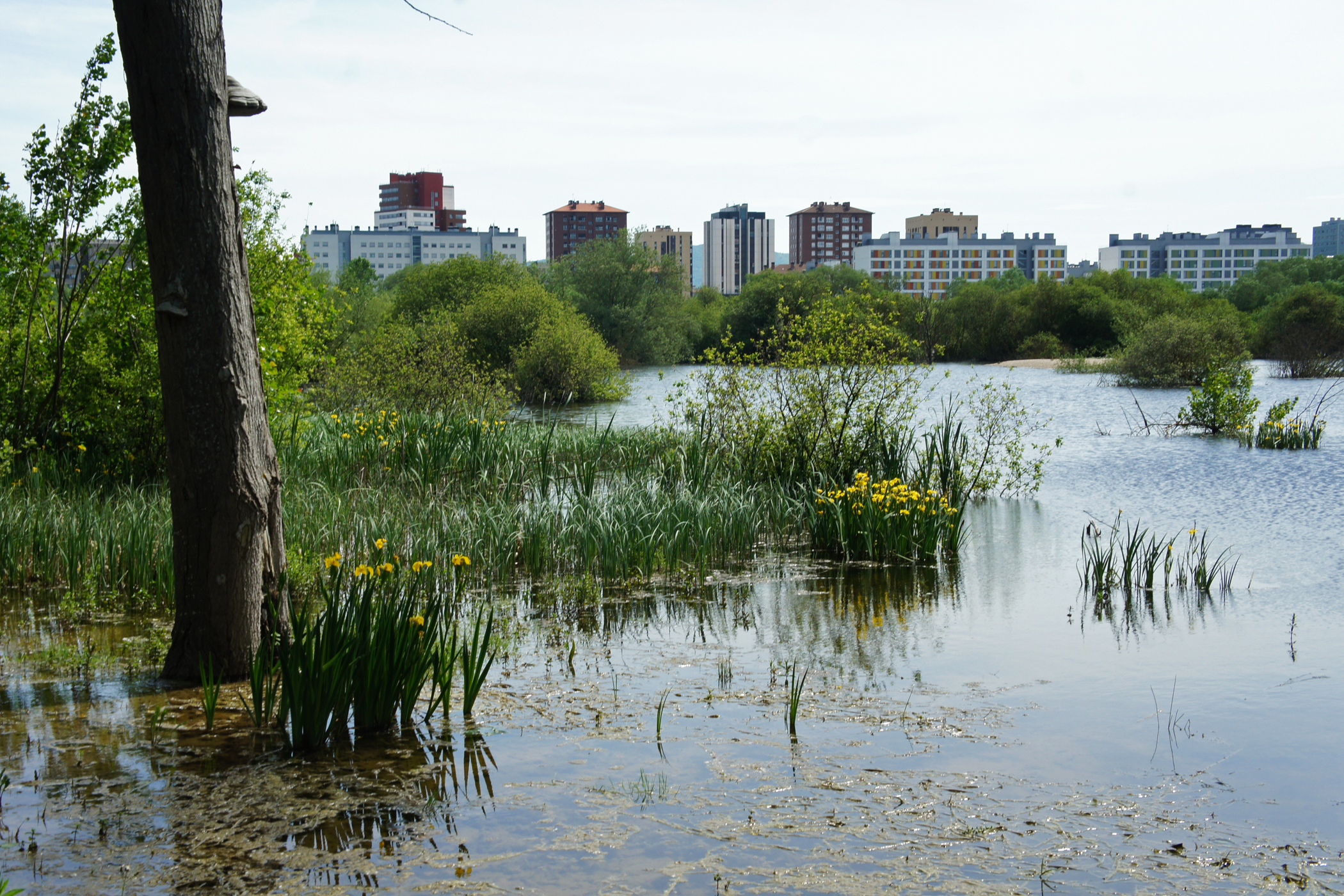
Humedal de Salburua

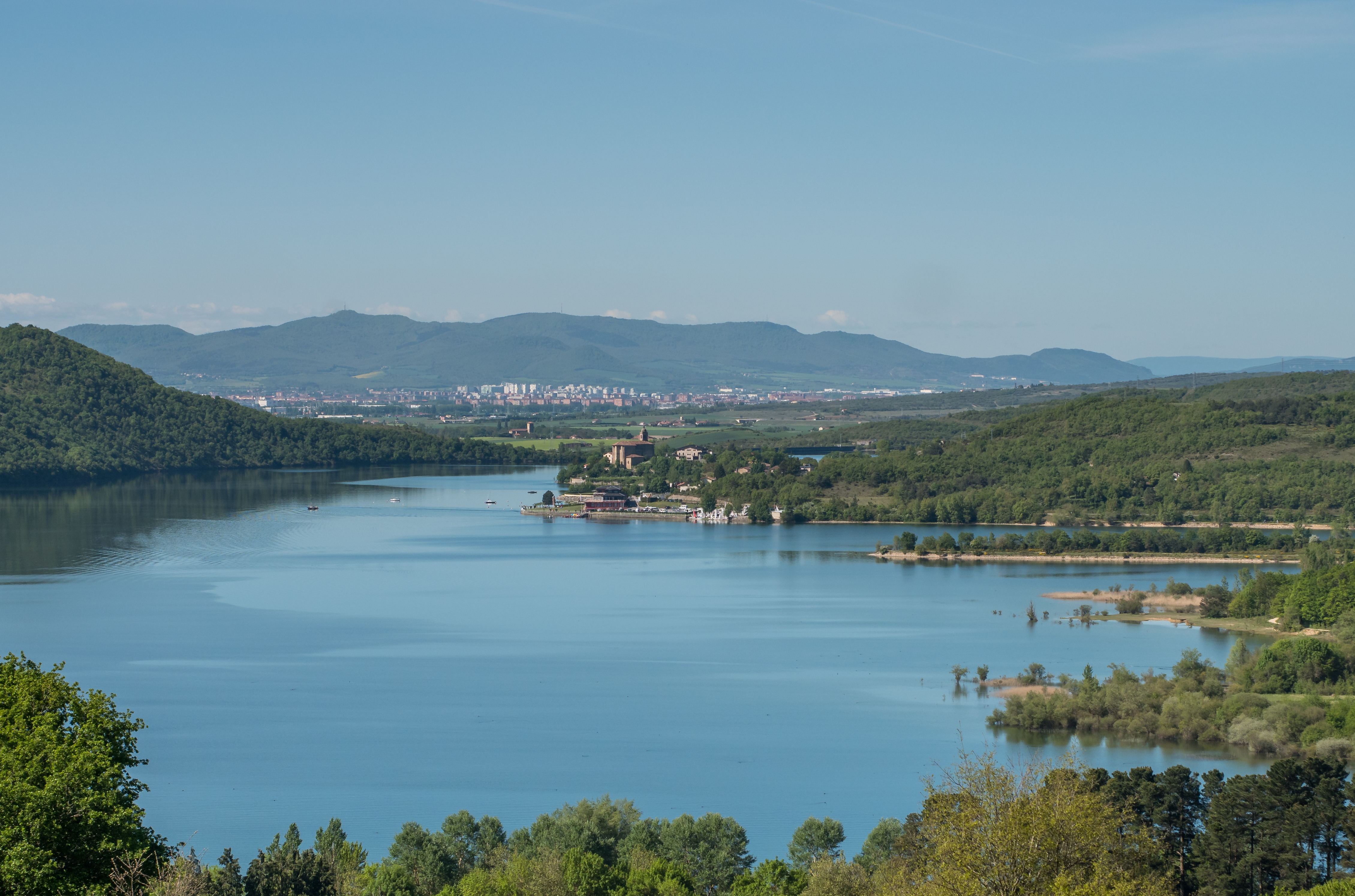
Embalse de Ullíbarri-Gamboa

- Su capital, Vitoria, cuenta con un gran número de monumentos y lugares de interés, entre los que destaca la catedral de Santa María de Vitoria en pleno casco medieval. Fue además la European Green Capital (Capital Verde Europea) 2012.

Valle de Ayala
- Casco histórico de Arceniega y Santuario de Nuestra Señora de la Encina
- Torre Palacio de Murga en Ayala
- Conjunto palaciego-conventual de Quejana en Ayala
- Santuario de Santa María del Yermo en Llodio
- Palacio de Lamuza en Llodio

Cuadrilla de Zuya
- Cascada de Gujuli en Urcabustaiz
- Salto del Nervión.
- Parque natural del Gorbea
- Embalse de Urrúnaga en Villarreal de Álava
- Conjunto Palaciego de Zurbano

Cuadrilla de Salvatierra
- Castillo y Palacio de Guevara
- Casco histórico de Salvatierra y Dolmen de Sorginetxe
- Embalse de Ullíbarri-Gamboa
- Santuario de Nuestra Señora de Ayala en Alegría de Álava
- Palacio de los Larrea en Argómaniz
- Pinturas medievales de las iglesias de Alaiza y Gaceo en Iruraiz-Gauna
- Palacio Lazarraga en Zalduendo de Álava

Cuadrilla de Añana
- Oppidum romano de Iruña-Veleia en Víllodas (Iruña de Oca)
- Jardín botánico y ruinas del monasterio de Santa Catalina de Badaya en Trespuentes (Iruña de Oca)
- Salinas romanas de Añana
- Torre de los Varona en Villanañe
- Torre de Orgaz y Torre del Condestable en Fontecha
- Parque natural de Valderejo
- Villa medieval de Armiñón
- Castillo de Portilla y Castillo de Lanos en el municipio de Zambrana

Cuadrilla de Campezo - Montaña Alavesa
- Villa medieval de Antoñana
- Villa medieval de Bernedo
- Villa medieval de Peñacerrada
- Parque natural de Izki

Cuadrilla de Laguardia - Rioja Alavesa
- Bodegas y Hotel Marqués del Riscal en Elciego
- Casco histórico de Labastida
- Villa medieval de Salinillas de Buradón
- Casco histórico de Laguardia
- Bodegas Ysios en Laguardia
- Poblado celtíbero de La Hoya en Laguardia
- Dolmen de La Hechicera en Elvillar
- Villa medieval de Labraza